# روزا م. ميرورويج
روزا ماريا ميرروريج (بالإسبانية: Rosa Maria Miró Roig)‏ (ولدت في 6 أغسطس 1960)  هي أستاذة الرياضيات في جامعة برشلونة، وهي متخصصة في الهندسة الجبرية والجبر التبادلي. أكملت دراساتها العليا في جامعة برشلونة وحصلت على درجة الدكتوراه. في عام 1985 مُقدمة أطروحة بعنوان
Haces reflexivos sobre espacios proyectivos.

## الكتب والتحرير
ألف روزا وشاركت في تأليف ثلاثة مجلدات لأبحاث الرياضيات، أحدثهم شاركت في تأليف كتاب On the Shape of a Pure O-sequence (جمعية الرياضيات الأمريكية 2012). وكانت قبل ذلك ألفت المرجع البحثي Determinantal Ideals، وشاركت في تأليف Gorenstein Liaison, Complete Intersection Liaison Invariants and Unobstructedness. 
روزا هي رئيس تحرير مجلة أبحاث الرياضيات Collectanea Mathematica. كما أنها عضو في هيئة تحرير مجلات أبحاث الرياضيات Beiträge zur Algebra und Geometrie (Springer)، وعضوة في هيئة تحرير مجلة الجبر التبادلي.
علاوة على ذلك، شاركت في تحرير مجلدات أبحاث الرياضيات Projective Varieties with Unexpected Properties (De Gruyter 2008). كما شاركت في تحرير ستة محاضرات عن الجبر التبادلي وأيضاً تحريرComplex Analysis and Geometry (Chapman and Hall/CRC 1997) .

## تكريم
في عام 2007، مُنحت روزا م. ميروريج جائزة Ferran Sunyer i Balaguer.